# The Bright Side
The Bright Side — дебютний студійний альбом українського англомовного рок-гурту «We Are!!», виданий 2011 року. Демо-записи почали з'являтися ще у 2010 році, і майже не зазнали ніякої обробки в альбомній версії, за що гурт критикувався прихильниками.
У критиків альбом також викликав суперечливе враження: присутність хітових Better Not To See You, Bright Side і Clap-clap витягнула загалом дуже посередню платівку.

## Музиканти
1. Ілля Резніков — вокал
2. Дмитро Натаров — бас-гітара
3. Андрій Панасюк — ударні

## Композиції
1. Better Not To See You (3:22)
2. You Can Do Everything (2:30)
3. Clap-Clap (3:52)
4. Stronger (3:35)
5. Miracles (3:03)
6. Dreamer (2:24)
7. One Thing (4:01)
8. Bright Side (3:05)
9. Naked (3:38)
10. Sweet Reason (3:48)
11. If You (2:46)
12. Alive (3:17)
13. Бессонница (4:03)